# Mateja Svet
Mateja Svet (* 16. August 1968 in Ljubljana) ist eine ehemalige slowenische und jugoslawische Skirennläuferin.

## Biografie
Die für Jugoslawien startende Mateja Svet bestritt ihr erstes Weltcuprennen mit 16 Jahren, ihr erstes Rennen gewann sie als 17-Jährige. Bei den Weltmeisterschaften 1987 in Crans-Montana gewann sie drei Medaillen; Silber im Riesenslalom sowie zweimal Bronze im Super-G und im Slalom. Bei den Olympischen Spielen 1988 in Calgary gewann sie im Slalom hinter Vreni Schneider die Silbermedaille.
Ihren größten Erfolg bei Titelwettkämpfen konnte sie bei den Weltmeisterschaften 1989 in Vail feiern, als sie Weltmeisterin im Slalom wurde. Dazu gewann sie eine Bronzemedaille im Riesenslalom; dies allerdings erst, nachdem man bei Christelle Guignard den Einsatz von Dopingmitteln festgestellt hatte.
Sie gewann insgesamt sieben Weltcuprennen, darunter sechs Riesenslaloms und einen Slalom; dazu kamen noch 22 weitere Podestplätze. In der Saison 1987/88 konnte sie den Riesenslalom-Weltcup für sich entscheiden. Am 2. Juni 1990 gab die 21-Jährige in Ljubljana ihren Rücktritt vom Spitzensport bekannt.
Mateja Svet tauchte überraschend bei den Skiweltmeisterschaften 1991 in Saalbach-Hinterglemm als Kundenberaterin einer französischen Firma auf, um ihre „Svet-Kollektion“ auf den Markt zu bringen. Sie deutete auch die Möglichkeit an, ab der Saison 1991/92 im US-Profi-Rennfahrer-Lager zu starten.

## Erfolge

### Olympische Spiele
- Sarajewo 1984: 15. Slalom
- Calgary 1988: 2. Slalom, 4. Riesenslalom

### Weltmeisterschaften
- Bormio 1985: 13. Riesenslalom
- Crans-Montana 1987: 2. Riesenslalom, 3. Super-G, 3. Slalom
- Vail 1989: 1. Slalom, 3. Riesenslalom, 4. Kombination

### Weltcupwertungen
Mateja Svet gewann einmal die Disziplinenwertung im Riesenslalom.
| Saison  | Gesamt | Gesamt | Super-G | Super-G | Riesenslalom | Riesenslalom | Slalom | Slalom | Kombination | Kombination |
| Saison  | Platz  | Punkte | Platz   | Punkte  | Platz        | Punkte       | Platz  | Punkte | Platz       | Punkte      |
| ------- | ------ | ------ | ------- | ------- | ------------ | ------------ | ------ | ------ | ----------- | ----------- |
| 1983/84 | 86.    | 1      | –       | –       | –            | –            | 40.    | 1      | –           | –           |
| 1984/85 | 31.    | 40     | –       | –       | 18.          | 33           | 30.    | 7      | –           | –           |
| 1985/86 | 7.     | 159    | 16.     | 19      | 3.           | 84           | 9.     | 49     | 30.         | 7           |
| 1986/87 | 7.     | 126    | 11.     | 27      | 6.           | 51           | 9.     | 55     | –           | –           |
| 1987/88 | 6.     | 167    | 10.     | 24      | 1.           | 87           | 8.     | 56     | –           | –           |
| 1988/89 | 6.     | 154    | –       | –       | 2.           | 106          | 8.     | 40     | 13.         | 8           |
| 1989/90 | 7.     | 140    | –       | –       | 2.           | 89           | 12.    | 51     | –           | –           |

### Weltcupsiege
Svet errang insgesamt 22 Podestplätze, davon 7 Siege:
| Datum           | Ort           | Land             | Disziplin    |
| --------------- | ------------- | ---------------- | ------------ |
| 8. Februar 1986 | Jasná         | Tschechoslowakei | Riesenslalom |
| 22. März 1986   | Bromont       | Kanada           | Riesenslalom |
| 30. Januar 1988 | Kranjska Gora | Jugoslawien      | Riesenslalom |
| 31. Januar 1988 | Kranjska Gora | Jugoslawien      | Slalom       |
| 3. März 1988    | Saalbach      | Österreich       | Riesenslalom |
| 20. Januar 1990 | Maribor       | Jugoslawien      | Riesenslalom |
| 5. Februar 1990 | Veysonnaz     | Schweiz          | Riesenslalom |